# ياسوناس أبوستولوبولوس
ياسوناس أبوستولوبولوس (باليونانية: Ιάσονας Αποστολόπουλος)‏ هو ناشط يوناني في مجال حقوق الإنسان ومنقذ لمهاجرين يسافرون في البحر من إفريقيا أو آسيا باتجاه أوروبا، نشط منذ عام 2015.

## النشأة والتعليم
أبوستولوبولوس مهندس مدني، درس في الجامعة التقنية بأثينا، ثم حصل منها على درجة الماجستير في الهندسة البيئية.

## النشاط
عمل أبوستولوبولوس في السودان مع منظمة أطباء بلا حدود.
في عام 2019 وعند فرار قارب المنظمة غير الحكومية ميديتيرانيا إنقاذ البشر، تحدى الحظر المفروض من الحكومة الإيطالية ودخل ميناء لامبيدوزا، وأنقذ 46 لاجئًا. 
في عام 2021 أعلن مكتب رئيس اليونان أنه سيتم تكريمه لجهوده الإنساني، ليتم سحب التكريم بعد ساعات، حيث تفاخر كونستانتينوس بوجدانوس، النائب المحافظ، وحزب الديمقراطية الجديدة الحاكم، بأنه كان وراء سحب جائزته.    
في عام 2022 بعد خطاب ألقاه في حدث للبرلمان الأوروبي، حيث وجه اللوم على خفر السواحل اليوناني لكونه مسؤولاً عن غرق المهاجرين الذين يحاولون عبور بحر إيجه، وأصبح بعدها هدفًا للمضايقات عبر الإنترنت من قبل وسائل الإعلام اليمينية اليونانية.  
ينتقد معاملة اليونان للاجئين وزعم أن اليونان ترتكب جرائم ضد الإنسانية وتعدي اللاجئين في بحر إيجة، وهو أمر غير قانوني.
قام بتأليف فصل "أمام صقلية: أزمة الهجرة في البحر الأبيض المتوسط" في الوافدين الجدد كوكلاء للتغيير الاجتماعي: التعلم من التجربة الإيطالية (2021) الذي نشره فرانكو أنجيلي.